# Мраз M-1 Сокол
Мраз М-1 Сокол је био чехословачки потпуно дрвени једномоторни двосед нискокрилни спортски авион са стајним трапом на увлачење.

## Појава
Конструктор првог послератног чехословачког авиона М-1 Сокол био је колега Павела Бенеша, инж. Зденек Рублич. У Фабрици авиона инж. Ј. Мраз из Хоцења,  је постао главни пројектант и  руководилац национализоване фабрике после ослобођења. Он је наставио традицију инж. Бенеша у пројектовању лаких авиона. Рублич је већ пред крај рата размишљао о пројекту М-1 и замишљао га као технолошки врло лаганог и поједностављеног за лаку серијску производњу . За погон авиона одабрао је нови чехословачки ваздушно хлађени четвороцилиндрични Валтер Минор 4-III снаге 77 kW и двокраки дрвени пропелер са фксним кораком. Доњи строј је замислио као ручно увлачење према задњем делу испод ивице средишње равни . Део точкова у лету вирио је изван контуре аеропрофила, који је требало да заштити авион у случају принудног слетања. Прототип означен као М-1А (OK-ZHA) је први пут полетео 9. марта 1946. пилот је био капетан Јосеф Коукал.

## Развој
У време радова на М-1А, Злински авио-завод започео је производњу четвороцилиндричног мотора Тома 4 снаге 77 kW предратног пројекта инжењера Шмелија. Рубличеви напори довели су до употребе свих расположивих погонских агрегата сличних перформанси, те је стога у прототип М-1Б (OK-ZHB) уградио мотор Злин. Први пут је полетео 19. маја 1947. године, али је снага мотора била мања од декларисаних вредности. Даљи развојни планови за повећање броја седишта елиминисали су овај мотор као незадовољавајући.
На повећано интересовање светског тржишта за туристичке авионе од три до четири седишта З.Рублич је одговорио верзијом М-1Ц . Носивост и снага мотора Минор 4-III омогућили су ношење треће особе без већих модификација. Треће седиште је постављено иза предња два седишта која су постављена једно поред другог у центру кабине . Први примерак са регистрацијом OK-BHD завршен је 16. фебруара 1948. године. Приликом тестирања, када је треће седиште било заузето, испољила се уздужна нестабилност авиона проузрокована померањем тежишта уназад. Рублич је проблем решио на тај начин што су спољни делови крила били подешени уз помоћ цевастог уметка на главном окову, који је подешавао центрирање авиона. У овом облику, Сокол је почео  масовно да се производи .
Дана 4. октобра 1948. полетела је нова верзија М-1Д (OK-CEF) са новом кровом пилотске кабине која је побољшала прегледност пилота и путника. Поклопац кабине је као целина био на шаркама на левој страни трупа .
Очекиване поруђбине из земаља са преовлађујућим водним површинама довеле су до варијанте хидро Сокола М-1Е са пловцима. Нови авион (OK-DHR), модификовану верзију серијског M-1C, управљао је фабрички пилот Алфонс Коближек у септембру 1949. године. Полетео је са језера Жехунски код Члумца над Цидлиноу. Током пробних полетања потврђена је исправна поставка пловака купљених у Финској. Пошто је чак и мало воде било довољно за хидроавион, тестови су настављени на језеру Залши код Чокнеа. Због аеродинамичког отпора пловака максимална брзина је смањена на 185 km/h, у поређењу са 240 km/h копнене варијанте. M-1E је касније продат Финској, где је летео са регистрацијом OO-CHC.
Неколико авиона је ушло у службу Ратног ваздухопловства, где су летели под ознаком К-63 као авиони за везу. Остале примерке је преузела организација Свазарм. Током ревизија, део Сокола је претрпео модификацију у падобранску верзију, углавном  захваљујући реконструкцији кабине. Десни део поклопца се могао повући уназад, а кроз настали отвор падобранац се попео на платформу створену на средишњој равни у близини трупа током лета.

## Верзије
- M-1A – оригинални двоседи модел са мотором Walter Minor.
- M-1B – сличан моделу M-1A али са мотором ZLAS Toma 4 (1 ком.)
- M-1C – измењена верзија, са дужим трупом и трећим седиштем, промењена конструкција крила (183 ком.)
- M-1D – модел сличан M-1C са једноделним кровом и већим прозорима (104 ком.)
- M-1E – модел сличан M-1D са пловцима (хидроавион)(1 ком.)

## Спортска достигнућа
У доброј традицији предратних година, Сокол је убрзо након завршетка кренуо на промотивне летове у иностранство. Већ у мају и јуну 1946. посетио је Француску, Велику Британију и Белгију са посадом Коукал-Хлавка. Уследили су летови за западну и северну Европу.
Дана 1. априла 1947. два авиона (OK-AHN и OK-AHK) са посадама Млејнецки-Сајфрт и Новачек-Кунц полетели су из Прага на велики промотивни лет за Кејптаун . Међутим, само Сокол OK-AHN је стигао на одредиште 26. априла, други авион се срушио у Најробију након што је ударио у далековод. Посада се спасла из тешко оштећене олупине са само лакшим повредама. На повратном лету, OK-AHN је полетео 1. маја и слетео у Ружину 28. маја.
Следећи велики лет обавио је Сокол који је преко швајцарског представника продат у Аустралију . Швајцарска регистрација HB-TAE, летелицу је покретао мотор са компресором Walter Minor 4-III-S од 120 KS који је покретао двокраки пропелер са променљивим кораком. Посада др. Бруншвајлер и Хегетшвајлер полетели су са аеродрома у Цириху 2. априла 1949. и после неколико заустављања и демонстрација у већим градовима Азије и Аустралије слетели у Мелбурн 9. јула.
Други спортски успех било је Соколово учешће на такмичењу спортских авиона Галоп д'Ессаи ду Тоур де Кадран у Француској, одржаном септембра 1947. године. Посада Коближек-Тицхачек заузела је прво место у конкуренцији послератних спортских авиона из Европе и САД са просечном брзином од 200 km/h на стази од 1.199 km са укупном потрошњом од 139 l бензина (око 11,6 l/ 100 km) и два литра уља.
Сокол је такође освојио неколико међународних ФАИрекорда. 23. јуна 1955. године Франтишек Новак, пилот Свазарм Аероклуба Брно, поставио је рекорд даљинским летом на затвореној релацији Брно – Бучовице – Хустопече - Брно . Троугласту стазу је прелетео укупно тридесет један пут за 15 сати и 36 минута са укупном дужином од 3.116 km и просечном брзином од 208 km/h. У категорији авиона тежине од 500 до 1000 kg оборио је рекорд белгијског Р.Е.А. Гоеманса из августа 1952. на Пајпер PA-20 Пејсеру. Новак је 4. и 5. августа 1956. поново летео троуглом, овога пута са преоптерећењем од 1.006 kg тежине при полетању, чиме је постављен рекорд у тежинској категорији од 1.000 до 1.750 kg. Рута која је прелетео износила је укупно 4.423,39 km, што је двоструко више од претходног рекорда совјетског пилота Форостенка на авиону Јак-18 из септембра 1954. године.
Трећи рекорд поставио је Франтишек Новак 15. септембра 1956. на директној рути од 4.450 км, прелетом од Брна до насеља Кулунда у тадашњој Казахстанској ССР. За више од 1.500 km надмашио је учинак америчког М.А. Конрада из априла 1952. године.
Пилот Новак је 25. и 26. септембра 1957. оборио свој први ФАИ рекорд из јуна 1955. када је прелетео 4.121,328 km на троугластоj рути просечном брзином од 196,2 km/h за 21h 55 sec. Све ове рекордне летове остварио је у серијском M-1C Соколу (OK-DHH) из 1949. године са уграђеним великим резервоаром горива у кабини и аеродинамички измењеним предњом делом.
Пилот Лубош Штастнi се специјализовао за брзинске рекорде. Поставио је четири ФАИ рекорда и 11 националних рекорда са аеродинамички модификованим Соколом (OK-DHH) који је имао шестоцилиндричним мотором Валтер Минор 6-III од 118 kW. Од 8. до 11. октобра 1956. године у поткласи C-1-b (полетна тежина 500 до 1000 kg) летео је 500 km дуг Брно троугао брзином од 286.729 km/h, на 1000 km 285.436 km/h, и коначно на 2000 km при брзини од 279,493 km/h. Четврти међународни рекорд била је брзина од 284,808 km/h оптерећеног Сокола на стази дугој 2000 km у тежинској подкласи C-1-c (1000–1750 kg).

## Корисници
- Аустралија
- Финска
- Египат
- Чехословачка
- Немачка
- Велика Британија
- Швајцарска